# Aingeville
Aingeville là một xã, nằm ở tỉnh Vosges trong vùng Grand Est của Pháp. Xã này có diện tích 5,77 kilômét vuông, dân số năm 1999 là 68 người. Xã này nằm ở khu vực có độ cao trung bình 330 m trên mực nước biển.
Dân địa phương tiếng Pháp gọi là Aingevillois.
Các đơn vị giáp ranh trong tổng Bulgnéville
- Malaincourt,
- Médonville,
- Saint-Ouen-lès-Parey,
- Saulxures-lès-Bulgnéville,
- Urville,
- Vaudoncourt.

## Biến động dân số
| Năm | 1882 | 1962 | 1968 | 1975 | 1982 | 1990 | 1999 |
| --- | ---- | ---- | ---- | ---- | ---- | ---- | ---- |
| Dân số | 202  | 67   | 83   | 80   | 73   | 67   | 68   |
| From the year 1962 on: No double counting—residents of multiple communes (e.g. students and military personnel) are counted only once. |      |      |      |      |      |      |      |

Bản mẫu:Popto

## Hành chính
| Danh sách các xã trưởng                |           |                    |      |         |
| Giai đoạn                              | Giai đoạn | Tên                | Đảng | Tư cách |
| 2001                                   |           | Marie-Josée Giraud |      |         |
| Tất cả các dữ liệu trước đây không rõ. |           |                    |      |         |